# Majhthana
Majhthana (nep. माझठाना) – gaun wikas samiti w zachodniej części Nepalu w strefie Gandaki w dystrykcie Kaski. Według nepalskiego spisu powszechnego z 2001 roku liczył on 869 gospodarstw domowych i 3656 mieszkańców (2050 kobiet i 1606 mężczyzn).